# ガブリエッラ・レングイェル
ガブリエッラ・レングイェル（Gabriella Lengyel)は、イェネー・フバイの最後の弟子とされるヴァイオリニスト。
５歳の頃からブダペストのリスト音楽院でナンドー・ゾルトの指導を受け、15歳で優秀な成績で卒業。その後も、フバイ等の指導を受ける。1937年のウィーンで開催されたヴァイオリン・コンクールで初の国際的成功を収め、以降ヨーロッパ各地で演奏活動を行った。

## 録音
- https://www.discogs.com/ja/release/9226996
- https://www.discogs.com/ja/release/17559010
- https://www.discogs.com/ja/release/29295466